# 第60回ニューヨーク映画批評家協会賞
第60回ニューヨーク映画批評家協会賞は、1994年の優秀な映画に贈られた賞である。1994年12月15日に発表され、1995年1月22日に贈られた。

## 受賞
- 作品賞:
  - 『クイズ・ショウ』

- 主演男優賞:
  - ポール・ニューマン - 『ノーバディーズ・フール』

- 主演女優賞:
  - リンダ・フィオレンティーノ - 『甘い毒』

- 助演男優賞:
  - マーティン・ランドー - 『エド・ウッド』

- 助演女優賞:
  - ダイアン・ウィースト - 『ブロードウェイと銃弾』

- 監督賞:
  - クエンティン・タランティーノ - 『パルプ・フィクション』

- 脚本賞:
  - クエンティン・タランティーノ、ロジャー・エイヴァリー - 『パルプ・フィクション』

- 撮影賞:
  - ステファン・チャプスキー - 『エド・ウッド』

- 外国語映画賞:
  - 『トリコロール/赤の愛』（ フランス）

- ドキュメンタリー賞:
  - 『フープ・ドリームス』

- 新人監督賞:
  - ダーネル・マーティン - 『ブロンクス・ストリート』

- 特別賞:
  - ジャン＝リュック・ゴダール